# Мур, Тёрстон
Тёрстон Джозеф Мур (англ. Thurston Joseph Moore; род. 25 июля 1958, Майами-Дейд, Флорида) — американский музыкант и автор песен; композитор, гитарист и вокалист рок-группы Sonic Youth и Chelsea Light Moving. В 2004 журнал Rolling Stone поместил его на 34 место в списке лучших гитаристов всех времён.

## Биография
Родился в Корал-Гейблс, штат Флорида, вырос в Бетеле, штат Коннектикут. Поступил в Университет Западного Коннектикута, но после первого семестра оставил обучение в университете и переехал в Нью-Йорк, где стал участвовать в жизни тамошней пост-панк- и ноу-вейв-сцены. Недолго был членом хардкор-панк-группы Even Worse. После этого вместе со своим другом Ли Ранальдо (будущим членом Sonic Youth) обучался у авангардистского композитора Гленна Бранки экспериментальным техникам игры на гитаре (в частности, фирменному «соникюсовскому» приёму игры на гитаре отвёрткой).

### Sonic Youth
В 1981 году Мур и Ранальдо создали группу Sonic Youth. Первоначальные варианты названия были Male Bonding, Red Milk и The Arcadians, а окончательное название Мур составил из имени участника команды MC5 Фреда «Соника» Смита и слова Youth, которое любят себе брать в качестве артистических псевдонимов регги-исполнители (например, Big Youth). В 1985 Мур женится на гитаристке и вокалистке группы Ким Гордон, а в 1994 у пары рождается дочь Коко Хейли Гордон Мур. В октябре 2011 г. супруги объявили о разводе.
В октябре 1989 года Sonic Youth приезжали с гастролями в Киев, Вильнюс, Москву и Ленинград, но из-за плохого промоушена на концерты пришло слишком мало людей. В июне 2007 группа посетила Россию во второй раз.

### Вне Sonic Youth
В начале 90-х Мур поучаствовал в инди-супергруппе Dim Stars вместе с Ричардом Хэллом. В 1995 году Мур записал сольный альбом Psychic Hearts, а в 2007 году выпустил второй сольник. Он написал музыку для фильма «Маниакальный» (2001) с Джозефом Гордоном-Левиттом в главной роли, сотрудничал с такими группами и музыкантами, как Лидия Ланч, R.E.M., DJ Spooky, The Afghan Whigs, был режиссёром видеоклипа группы Pavement на песню Here. Также Тёрстону Муру принадлежит независимый лейбл Ecstatic Peace! Некоторое время он писал рецензии на новые музыкальные релизы для журнала Arthur Magazine (сейчас не выпускается).

## Дискография

### Сольные альбомы
- Psychic Hearts (1995)
- Root (1998)
- Trees Outside the Academy (2007)
- Demolished Thoughts (2011)
- The Best Day (2014)
- By The Fire (2020)

### Chelsea Light Moving
- Chelsea Light Moving — Chelsea Light Moving, 2013 Matador Records
- @ (2013)